# Мы, красавчики
«Мы, красавчики» (исп. Nosotros los guapos) — мексиканский популярный комедийный сериал, созданный Гильермо дель Боске, продюсером Televisa. Первоначально его премьера состоялась на потоковой платформе Blim 17 августа 2016 года, а с 8 ноября 2016 года он начал транслироваться на канале Las Estrellas.

## Сюжет
Витор и Альбертано преследуют одну и ту же цель: найти жилье и, к своему большому сожалению, найти работу, которая позволит им выжить, и заплатить за аренду комнаты, которую они оба решают разделить в доме доньи Куки. Они представлены, как парочка бесполезных и ни на что не годных парней. С момента их встречи переплетаются различные истории, где Виттор и Альбертано переживут веселые, неожиданные, забавные, а порой и опасные ситуации, которые проверят их зарождающуюся дружбу.
Хотя поначалу они не любят друг друга, с первого дня они решают объединиться, чтобы устроиться на работу, где только могут. Однажды мы увидим их водителями маршруток, другой раз они наймутся камергерами, они рискнут так же наняться двумя веселыми клоунами, затем сами того не планируя, станут актёрами, телохранителями, разнорабочими, туристическими гидами и даже станут двумя наивными «нелегалами», которые верят, что достигают своей цели, попасть в Соединенные Штаты.
С первого дня Витору и Альбертано придется «мириться» со своими различиями во вкусах и взглядах на жизнь, что делает сериал особенно забавным.

## Актёры и персонажи
- Адриан Урибе: Витор Куаутемок Куитлауак Моктесума Перес Лопес[2]
- Ариэль Мирамонтес: Альбертано Санта-Крус[2][3]
- Венди Брага: Мария Гуадалупе дель Ниньо Хесус / Лупита[4]
- Ванесса Бауче: Наташа Эрнандес[1]
- Кармен Салинас: Рефухио Энкарнасьон Флорес Донья Кукита[1][2]
- Мануэль «Флако» Ибаньес: Дон Игнасио Годинес «Начо» / сеньор «Суавесито»[1]
- Малиллани Марин: Розита[2]

## Приглашенные персонажи
- Нинель Конде — играет саму себя. Она нанимает Витора и Альбертано в качестве своих охранников, однако из-за некоторых недоразумений их арестовывают.
- Марибель Фернандес — играет куму доньи Куки
- Мариана Эчеверрия — Бетти: она дочь «Дона Чуя» и возлюбленная Альбертано.
- Мара Эскаланте — Донья Луча. Она мать Альбертано, с которой он воссоединяется в День матери.
- Франсиско Фонсека — играет сам себя: Альбертано нанял его в свою футбольную команду в качестве мести за исключение из клуба «Виттора».
- Лупилло Ривера — играет сам себя
- Майрин Вильянуэва — играет замужнюю подругу Виттора
- Оливия Коллинз — играет замужнюю подругу Альбертано
- Фабиола Кампоманэс — нанимает красавцев грузчиками
- Элизабет Альварес — исполняет роль недовольной соседки красавчиков.
- Иван Вега — играет падре Гойо
- Марлен Фавела — исполняет роль Розиты дочери владельца ранчо, в котором обитает мистический «всадника без головы».
- Серджио Акоста — играет роль владельца ранчо, отца Розиты.
- Марисоль Гонзалес — играет Регину, подружку Виттора.
- Синтия Уриас — игоает Фернанду, подружку Альбертано.
- Наварро, Сильвия, нанимает красавцев фотогрофами для частного торжества